# Зеванг
Зеванг (нидерл. Zeevang) — бывшая община в нидерландской провинции Северная Голландия. Расположена к северу от Амстердама. Площадь общины — 55,23 км², из них 38,19 км² составляет суша. Население по данным на 1 января 2007 года — 6 325 человек. Средняя плотность населения — 114,5 чел/км².
В общине находились следующие населённые пункты: Бетс, Этерсхейм, Хобреде, Квадейк, Миддели, Остхёйзен, Схардам и Вардер.
1 января 2016 года Зеванг вошёл в состав общины Эдам-Волендам.